# Клеверли, Том
То́мас Уи́льям Кле́верли (англ. Thomas William Cleverley; род. 12 августа 1989[…], Бейсингсток, Гэмпшир) — английский футболист и тренер. Выступал на позиции полузащитника.

## Клубная карьера

### Начало карьеры
Том Клеверли родился в Бейзингстоке, Гэмпшир, но детство и юность провёл в Брадфорде, Уэст-Йоркшир. До 11-летнего возраста выступал в молодёжной академии «Брэдфорд Сити», а в июле 2000 года перешёл в молодёжную Академию «Манчестер Юнайтед». В сезоне 2005/06 провёл девять матчей за молодёжный состав. В сезоне 2007/08 стал регулярно играть за резервный состав «Юнайтед», который выиграл Большой кубок Манчестера и Большой кубок Ланкашира.
Летом 2008 года Клеверли отправился в предсезонное турне «Манчестер Юнайтед» по ЮАР. 26 июля 2008 года он дебютировал за основной состав «Юнайтед» в товарищеском матче против клуба «Кайзер Чифс», выйдя на замену Родриго Поссебону после перерыва; в этом же матче он отметился забитым мячом.
В сезоне 2008/09 Клеверли продолжал выступать за резервистов «Юнайтед», хотя и был включён в основной состав команды, получив футболку с номером «35». Осенью 2008 года он включался в заявку «Юнайтед» на матчи Кубка Футбольной лиги против «Мидлсбро» и «Куинз Парк Рейнджерс», хотя не сыграл в этих матчах.

### Аренда в «Лестер Сити»
16 января 2009 года Клеверли перешёл в «Лестер Сити» на правах аренды до окончания сезона 2008/09. 19 января он дебютировал за «лис» в матче против «Йовил Таун». Сыграв за «Лестер» 15 матчей, в которых он забил 2 гола, Клеверли получил травму плеча и вынужден был вернуться в «Юнайтед» для лечения 2 апреля. Несмотря на то, что его аренда была официально окончена, 24 апреля 2009 года Клеверли получил медаль победителя Первой Футбольной лиги, которую «Лестер Сити» выиграл в этом сезоне.

### Аренда в «Уотфорде»
18 августа 2009 года Клеверли перешёл в «Уотфорд» на правах аренды. В тот же день он дебютировал за клуб в матче против «Ноттингема», в котором отличился забитым мячом в добавленное арбитром время. 22 августа Клеверли вновь отличился голом, на этот раз — в домашнем матче против «Блэкпула», завершившемся со счётом 2:2. 7 ноября он забил ещё один гол в ворота «Престона». В том же месяце аренда Клеверли в «Уотфорде» была продлена до окончания сезона. Всего Клеверли провёл за «Уотфорд» 35 матчей, в которых забил 11 мячей. В апреле 2010 года он повредил связки колена, из-за чего выбыл до конца сезона. В том же месяце болельщики «Уотфорда» признали Тома Клеверли «игроком сезона».

### Аренда в «Уигане»
Перед началом сезона 2010/11 Клеверли вернулся в «Юнайтед», приняв участие в предсезонном турне клуба по США в июле 2010 года. Он отличился забитыми мячами в товарищеских матчах против «Селтика» и сборной «всех звёзд» MLS.
31 августа 2010 года Клеверли перешёл в «Уиган Атлетик» на правах аренды сроком на один сезон с возможностью для «Манчестер Юнайтед» отозвать своего игрока в январе. 11 сентября 2010 года Клеверли дебютировал за «Уиган» в матче Премьер-лиги против «Сандерленда». 27 ноября Том забил свой первый гол за «латикс» в матче с «Вест Хэмом». 4 декабря он забил свой второй гол в сезоне в матче против «Сток Сити». Впоследствии, однако, комитет Премьер-лиги по спорным голам записал этот мяч как автогол Рори Делапа. 26 декабря Клеверли забил победный гол в ворота «Вулверхэмтона» в матче, который завершился победой «латикс» со счётом 2:1 и благодаря которому «Уиган» покинул зону вылета из Премьер-лиги. В январе 2011 года «Манчестер Юнайтед» подтвердил, что Клеверли останется в «Уигане» до конца сезона.

### Основной состав «Манчестер Юнайтед»
Клеверли принял участие в предсезонном турне «Юнайтед» по США в июле 2011 года. После товарищеского матча с «Барселоной» 30 июля, в котором «Юнайтед» одержал победу со счётом 2:1, сэр Алекс Фергюсон назвал Клеверли лучшим игроком матча, а также заявил, что существует «серьёзная вероятность», что Том начнет сезон в стартовом составе.
Клеверли дебютировал за «Юнайтед» в официальном матче 7 августа на «Уэмбли» в рамках розыгрыша Суперкубка Англии. Во втором тайме он вышел на замену Майклу Каррику. К тому моменту «Юнайтед» проигрывал со счётом 0:2. Однако затем «Юнайтед» смог переломить ход поединка и вырвать победу со счётом 3:2, а Клеверли стал автором голевой передачи для первого гола Нани. 13 августа дебютировал за «Манчестер Юнайтед» в Премьер-лиге, проведя полный матч против «Вест Бромвича» в первом туре чемпионата. 10 сентября в матче против «Болтона» после грубого подката со стороны Кевина Дэвиса получил травму голеностопа, из-за которой, как ожидалось, пропустит месяц. 25 октября он впервые после травмы вышел на поле в матче против «Олдершот Таун» в Кубке Футбольной лиги. 29 октября Том вновь получил травму в матче Премьер-лиги против «Эвертона». Из-за травмы лодыжки, как ожидалось, он не сможет выйти на поле до Рождества, однако травма оказалась серьёзнее, и вывела игрока из строя до середины февраля 2012 года. Клеверли вернулся на поле 16 февраля, выйдя в стартовом составе на матч Лиги Европы против «Аякса». 11 марта сыграл в Премьер-лиге после более чем четырёхмесячного перерыва в матче против «Вест Бромвич Альбион». Всего в сезоне 2011/12 из-за травм Том провёл лишь 15 матчей.
26 сентября 2012 года забил свой первый гол за «Манчестер Юнайтед» в матче Кубка Футбольной лиги против «Ньюкасла». 7 октября забил свой первый гол за «Юнайтед» в Премьер-лиге, послав мяч в ворота «Ньюкасла» дальним ударом.

## Карьера в сборной
В марте 2009 года Клеверли был вызван в сборную Англии до 20 лет. 11 августа он дебютировал за сборную до 20 лет в матче против сборной Черногории на «Хоторнс», в котором сначала не реализовал пенальти, но затем забил два мяча с игры. 4 сентября 2009 года Клеверли дебютировал за сборную Англии до 21 года в матче против сборной Македонии. В 2011 году Клеверли принял участие в молодёжном чемпионате Европы.
В августе 2011 года Клеверли был вызван в первую сборную Англии на товарищеский матч против сборной Нидерландов, однако матч впоследствии был отменён из-за беспорядков в Лондоне. Год спустя, 15 августа 2012 года, Том всё же дебютировал за сборную Англии в товарищеском матче против сборной Италии.

### Матчи Клеверли за олимпийскую сборную Великобритании
| Матчи Клеверли за олимпийскую сборную Великобритании | Матчи Клеверли за олимпийскую сборную Великобритании | Матчи Клеверли за олимпийскую сборную Великобритании | Матчи Клеверли за олимпийскую сборную Великобритании | Матчи Клеверли за олимпийскую сборную Великобритании | Матчи Клеверли за олимпийскую сборную Великобритании | Матчи Клеверли за олимпийскую сборную Великобритании |
| №                                                    | Дата                                                 | Соперник                                             | Стадион                                              | Счёт                                                 | Турнир                                               |                                                      |
| ---------------------------------------------------- | ---------------------------------------------------- | ---------------------------------------------------- | ---------------------------------------------------- | ---------------------------------------------------- | ---------------------------------------------------- | ---------------------------------------------------- |
| 1                                                    | 20 июля 2012                                         | Бразилия                                             | Риверсайд                                            | 0:2                                                  | Товарищеский матч                                    |                                                      |
| 2                                                    | 26 июля 2012                                         | Сенегал                                              | Олд Траффорд                                         | 1:1                                                  | Олимпийские игры 2012                                |                                                      |
| 3                                                    | 29 июля 2012                                         | ОАЭ                                                  | Уэмбли                                               | 3:1                                                  | Олимпийские игры 2012                                |                                                      |
| 4                                                    | 1 августа 2012                                       | Уругвай                                              | Миллениум                                            | 1:0                                                  | Олимпийские игры 2012                                |                                                      |
| 5                                                    | 4 августа 2012                                       | Республика Корея                                     | Миллениум                                            | 1:1                                                  | Олимпийские игры 2012                                |                                                      |

Итого: 5 матчей / 0 голов; 2 победы, 2 ничьи, 1 поражение.

### Матчи и голы Клеверли за первую сборную Англии
| Матчи и голы Клеверли за сборную Англии | Матчи и голы Клеверли за сборную Англии | Матчи и голы Клеверли за сборную Англии | Матчи и голы Клеверли за сборную Англии | Матчи и голы Клеверли за сборную Англии | Матчи и голы Клеверли за сборную Англии | Матчи и голы Клеверли за сборную Англии |
| №                                       | Дата                                    | Соперник                                | Стадион                                 | Счёт                                    | Голы                                    | Турнир                                  |
| --------------------------------------- | --------------------------------------- | --------------------------------------- | --------------------------------------- | --------------------------------------- | --------------------------------------- | --------------------------------------- |
| 1                                       | 15 августа 2012                         | Италия                                  | Стад де Сюисс                           | 2:1                                     | -                                       | Товарищеский матч                       |
| 2                                       | 7 сентября 2012                         | Молдова                                 | Зимбру                                  | 5:0                                     | -                                       | Отборочные матчи ЧМ-2014                |
| 3                                       | 11 сентября 2012                        | Украина                                 | Уэмбли                                  | 1:1                                     | -                                       | Отборочные матчи ЧМ-2014                |
| 4                                       | 12 октября 2012                         | Сан-Марино                              | Уэмбли                                  | 5:0                                     | -                                       | Отборочные матчи ЧМ-2014                |
| 5                                       | 17 октября 2012                         | Польша                                  | Национальный стадион                    | 1:1                                     | -                                       | Отборочные матчи ЧМ-2014                |
| 6                                       | 14 ноября 2012                          | Швеция                                  | Friends Arena                           | 2:4                                     | -                                       | Товарищеский матч                       |
| 7                                       | 6 февраля 2013                          | Бразилия                                | Уэмбли                                  | 2:1                                     | -                                       | Товарищеский матч                       |
| 8                                       | 23 марта 2013                           | Сан-Марино                              | Олимпийский стадион                     | 8:0                                     | -                                       | Отборочные матчи ЧМ-2014                |
| 9                                       | 26 марта 2013                           | Черногория                              | Под Горицом                             | 1:1                                     | -                                       | Отборочные матчи ЧМ-2014                |
| 10                                      | 14 августа 2013                         | Шотландия                               | Уэмбли                                  | 3:2                                     | -                                       | Товарищеский матч                       |
| 11                                      | 10 сентября 2013                        | Украина                                 | Олимпийский                             | 0:0                                     | -                                       | Отборочные матчи ЧМ-2014                |
| 12                                      | 15 ноября 2013                          | Чили                                    | Уэмбли                                  | 0:2                                     | -                                       | Товарищеский матч                       |
| 13                                      | 19 ноября 2013                          | Германия                                | Уэмбли                                  | 0:1                                     | -                                       | Товарищеский матч                       |

Итого: 13 матчей / 0 голов; 6 побед, 4 ничьи, 3 поражения.

## Тренерская карьера
После завершения игровой карьеры Клеверли остался в «Уотфорде», заняв должность тренера молодёжного состава (U-17). 9 марта 2024 года было объявлено о назначении Клеверли на пост исполняющего обязанности главного тренера команды. В апреле возглавил команду на постоянной основе.

## Достижения

### Командные достижения
«Лестер Сити»
- Победитель Первой Футбольной лиги: 2008/09

«Манчестер Юнайтед»
- Чемпион Премьер-лиги: 2012/13
- Обладатель Суперкубка Англии: 2011, 2013

### Личные достижения
- Игрок сезона клуба «Уотфорд»: 2009/10

## Статистика выступлений
| Клуб                   | Сезон            | Лига | Лига | Кубок Англии | Кубок Англии | Кубок лиги | Кубок лиги | Еврокубки | Еврокубки | Прочие | Прочие | Итого | Итого |
| Клуб                   | Сезон            | Игры | Голы | Игры         | Голы         | Игры       | Голы       | Игры      | Голы      | Игры   | Голы   | Игры  | Голы  |
| ---------------------- | ---------------- | ---- | ---- | ------------ | ------------ | ---------- | ---------- | --------- | --------- | ------ | ------ | ----- | ----- |
| Лестер Сити (аренда)   | 2008/09          | 15   | 2    | 0            | 0            | 0          | 0          | -         | -         | 0      | 0      | 15    | 2     |
| Лестер Сити (аренда)   | Итого            | 15   | 2    | 0            | 0            | 0          | 0          | 0         | 0         | 0      | 0      | 15    | 2     |
| Уотфорд (аренда)       | 2009/10          | 33   | 11   | 1            | 0            | 1          | 0          | -         | -         | 0      | 0      | 35    | 11    |
| Уотфорд (аренда)       | Итого            | 33   | 11   | 1            | 0            | 1          | 0          | 0         | 0         | 0      | 0      | 35    | 11    |
| Уиган Атлетик (аренда) | 2010/11          | 25   | 4    | 0            | 0            | 0          | 0          | -         | -         | 0      | 0      | 25    | 4     |
| Уиган Атлетик (аренда) | Итого            | 25   | 4    | 0            | 0            | 0          | 0          | 0         | 0         | 0      | 0      | 25    | 4     |
| Манчестер Юнайтед      | 2011/12          | 10   | 0    | 0            | 0            | 1          | 0          | 3         | 0         | 1      | 0      | 15    | 0     |
| Манчестер Юнайтед      | 2012/13          | 22   | 2    | 4            | 1            | 1          | 1          | 5         | 0         | 0      | 0      | 32    | 4     |
| Манчестер Юнайтед      | 2013/14          | 22   | 1    | 1            | 0            | 3          | 0          | 4         | 0         | 1      | 0      | 31    | 1     |
| Манчестер Юнайтед      | 2014/15          | 1    | 0    | 0            | 0            | 0          | 0          | 0         | 0         | 0      | 0      | 1     | 0     |
| Манчестер Юнайтед      | Итого            | 55   | 3    | 5            | 1            | 5          | 1          | 12        | 0         | 2      | 0      | 79    | 5     |
| Астон Вилла (аренда)   | 2014/15          | 25   | 0    | 4            | 0            | 0          | 0          | -         | -         | 0      | 0      | 29    | 0     |
| Астон Вилла (аренда)   | Итого            | 25   | 0    | 4            | 0            | 0          | 0          | 0         | 0         | 0      | 0      | 29    | 0     |
| Всего за карьеру       | Всего за карьеру | 153  | 20   | 10           | 1            | 6          | 1          | 12        | 0         | 2      | 0      | 183   | 22    |

(откорректировано по состоянию на 21 марта 2015 года)